# 共犯者 (1999年の映画)
『共犯者』（きょうはんしゃ）は、1999年に公開された、竹中直人主演・きうちかずひろ脚本監督によるアクション映画。同じ竹中主演・きうち監督による1991年の東映Vシネマ『カルロス』の続編。本作は東映系で劇場公開された。竹中直人と小泉今日子が凶悪な組織と戦う男女を演じる。

## キャスト
- カルロス・シロウ・ヒラタ - 竹中直人
- 安田聡実 - 小泉今日子
- エルダー・ギリヤーク - 内田裕也
- ヤンガー・ギリヤーク - 大沢樹生
- 小野昭一 - 岩尾正隆
- 西川泰春 - 北村一輝
- 安庄明夫 - 山西道広
- 吉崎健二 - 宮崎光倫
- 泉晶夫 - 酒井伸泰
- 安田亮 - 緋田康人
- サントス - マコ・イワマツ
- 梶弘史 - 成瀬正孝
- 蕎麦屋の主人 - 江幡高志
- 靴屋の店員 - 徳井優
- アパートの大家 - 橘雪子
- ホテルの従業員 - ウガンダ・トラ
- 山城会組員 - 李ぢょんほ、家根本渉、問田憲輔、城明男、土平友厚、片岸雅浩、竹嶋康成、平野貴夫
- 刑事 - 保木本竜也
- 身代わりの男 - 諏訪太朗

## スタッフ
- 監督・脚本 - きうちかずひろ
- 企画 - 黒澤満
- プロデューサー - 紫垣達郎、國松達也
- 撮影 - 仙元誠三
- 照明 - 渡辺三雄
- 美術 - 今村力
- 装飾 - 大庭信正
- 録音 - 曾我薫
- 編集 - 田中修
- 衣裳 - 越智雅之
- 音楽 - Fuji-Yama
- 音楽プロデューサー：高桑忠男
- 選曲 - 秋本彰
- 音響効果 - 真道正樹
- 製作担当 - 橋本靖
- 助監督 - 中村隆彦
- スクリプター - 勝原繁子
- スチール - 安保隆
- スペシャルエフェクト - 東映化学デジタルテック
- 製作 - 東映、東映ビデオ、東北新社
- 製作協力：セントラル・アーツ
- 企画協力：バーニングプロダクション、フロム・ファーストプロダクション

## 製作

### 企画
企画は岡田茂東映会長。1996年のNHK大河ドラマ『秀吉』と同年の映画『Shall we ダンス?』の竹中直人を観た岡田茂が「彼は面白い！竹中直人で映画を作れ！」と鶴の一声を発し、当時の東映社長・高岩淡を飛び越し、岡田裕介東映取締役営業担当に命じ、岡田裕介が黒澤満東映ビデオ常務と相談し、竹中直人主演映画の製作が決定した。岡田裕介は竹中で喜劇をと当初考えていたが、東映のヤクザ映画ではなく、かつての荒唐無稽な日活の無国籍アクションにしようと企画が詰められた段階で、きうちかずひろ監督による1991年の東映Vシネマ『カルロス』の続編にしようと決まった。

### 脚本&キャスティング
プロット段階では、きうち監督は「男の世界をやりたい」と、女性（女優）を出したいと思っていなかった。きうちの前監督作『鉄と鉛』が同じ東映で撮って、女優を出さなかったため、黒澤満プロデューサーから怒られ、本作でもプロット段階では、事件に巻き込まれ、人質になる程度の扱いをしていた。黒澤プロデューサーから「大物を持って来ないと興行的に危ない」と言われ、キャスティングの段階になって「小泉今日子を口説こう」という話になった。このため小泉の出演が本決まりになり、きうちが当初考えていたヒロインというわけにはいかず、頭を抱えた。しっかり全体に絡む形に脚本に反映させたが、よくあるムショ帰りの男と、デキちゃった女の関係にしたくない、恋愛関係にしないでおきたいと考えた。そうなると戦友しかなく、きうちが好きな西部劇の『リオ・ブラボー』や『エル・ドラド』に出てくる女性のような、恋愛感情ではなく「よく働いた」と言われるような感じでやれないかと考えた。撮影終了後は小泉の魅力にはまり、小泉に直接、「『ニキータ』みたいな映画を小泉さん主演でやらないですか?」と口説いたという。
きうちかずひろは、公開時の『シナリオ』の桂千穂との対談で、いろんな映画を観てきたので、あちらこちらに影響が出てる、特にサム・ペキンパー、ジョン・ミリアス、ウォルター・ヒル、深作欣二からの影響が大きいと述べている。 

## エピソード
打ち上げで小泉が持ち歌を歌ってくれ、スタッフを大喜びさせた。

## 作品の評価

### 興行成績
三週間の興行で、配給収入7,000万円は、この年発表のあった東映の劇場公開作品で、唯一1億円を割る成績。『映画年鑑 2000年版』には「プログラムピクチャーの域は出ず失敗」と書かれている。急な公開スケジュールの前倒しで、宣伝不足もあり、興行は振るわなかったとされる。きうち監督も「俺は納得していない」と話していたという。

### 批評家評
- 桂千穂は「小泉今日子がとてもいい。小泉さんの出演作ではダントツです」と評価している[3]。

## 同時上映
- 『故郷』
  - 向井寛監督 / 石森史郎・向井寛脚本 / 淡島千景主演[7]